# Chrestiwka (Kachowka)
Chrestiwka (ukrainisch Хрестівка; russisch Крестовка Krestowka) ist ein Dorf in der ukrainischen Oblast Cherson mit 1500 Einwohnern (2015).
Das 1909 erstmals erwähnte Dorf liegt in der Steppenzone im Süden der Oblast Cherson auf einer Höhe von 30 m an der Landstraße zwischen der 17 km östlich liegenden Siedlung städtischen Typs Askanija-Nowa und dem 16 km westlich gelegenen ehemaligen Rajonzentrum Tschaplynka. Das Oblastzentrum Cherson befindet sich etwa 120 km nordwestlich von Chrestiwka.

## Verwaltungsgliederung
Am 20. Juli 2016 wurde das Dorf zum Zentrum der neugegründeten Landgemeinde Chrestiwka (ukrainisch Хрестівська сільська громада/Chrestiwska silska hromada), zu dieser zählen auch noch die 8 in der untenstehenden Tabelle aufgelistetenen Dörfer, bis dahin bildete es zusammen mit dem Dorf Switle die gleichnamige Landratsgemeinde Chrestiwka (Хрестівська сільська рада/Chrestiwska silska rada) im Zentrum des Rajons Tschaplynka.
Seit dem 17. Juli 2020 ist sie ein Teil des Rajons Kachowka.
Folgende Orte sind neben dem Hauptort Chrestiwka Teil der Gemeinde:
| Name                     | Name          | Name                          |
| ukrainisch transkribiert | ukrainisch    | russisch                      |
| ------------------------ | ------------- | ----------------------------- |
| Dolynske                 | Долинське     | Долинское (Dolinskoje)        |
| Majatschynka             | Маячинка      | Маячинка (Majatschinka)       |
| Nadeschdiwka             | Надеждівка    | Надеждовка (Nadeschdowka)     |
| Nataliwka                | Наталівка     | Наталовка (Natalowka)         |
| Nowonataliwka            | Новонаталівка | Новонаталовка (Nowonatalowka) |
| Rohatschynka             | Рогачинка     | Рогачинка (Rogatschinka)      |
| Schewtschenka            | Шевченка      | Шевченко (Schewtschenko)      |
| Switle                   | Світле        | Светлое (Swetloje)            |